# Бад-Дюркгайм (район)
Бад-Дюркгайм (нім. Bad Dürkheim) — район у Німеччині, у складі федеральної землі Рейнланд-Пфальц. Адміністративний центр — місто Бад-Дюркгайм.

## Населення
Населення району становить 133 004 осіб (станом на 31 грудня 2020).

## Адміністративний поділ
Район складається з 45 міст і громад (нім. Gemeinden), об'єднаних в 6 об'єднань громад (нім. Verbandsgemeinden), а також двох міст і однієї громади, які до жодного об'єднання адміністративно не входять.
Дані про населення наведені станом на 31 грудня 2020. Зірочками (*) позначені центри об'єднань громад.
Самостійні міста/громади::

| 1. місто Бад-Дюркгайм (18553) 2. Гаслох (20195) 3. місто Грюнштадт (13652) |

| Об'єднання громад: | |
| - 1. Дайдесгайм 1. місто Дайдесгайм * (3738) 2. Меккенгайм (3431) 3. Нідеркірхен-бай-Дайдесгайм (2372) 4. Руппертсберг (1431) 5. Форст-ан-дер-Вайнштрассе (768) - 2. Фрайнсгайм 1. Бобенгайм-ам-Берг (834) 2. Вайзенгайм-ам-Берг (1698) 3. Вайзенгайм-ам-Занд (4302) 4. Герксгайм-ам-Берг (711) 5. Даккенгайм (433) 6. Ерпольцгайм (1349) 7. Кальштадт (1214) 8. місто Фрайнсгайм * (4923) - 3. Грюнштадт-Ланд [центр: місто Грюнштадт] 1. Баттенберг (Пфальц) (392) 2. Біссерсгайм (460) 3. Боккенгайм-ан-дер-Вайнштрассе (2239) 4. Герольсгайм (1750) 5. Гроскарлбах (1150) 6. Дірмштайн (3088) 7. Ебертсгайм (1259) 8. Квірнгайм (780) 9. Кінденгайм (991) 10. Кірхгайм-ан-дер-Вайнштрассе (1953) 11. Кляйнкарлбах (831) 12. Лаумерсгайм (892) 13. Мертесгайм (394) 14. Нойляйнінген (792) 15. Оберзюльцен (709) 16. Обрігайм (Пфальц) (2833) | - 4. Геттенляйдельгайм 1. Альтляйнінген (1737) 2. Ваттенгайм (1605) 3. Геттенляйдельгайм * (3071) 4. Карлсберг (3487) 5. Тіфенталь (851) - 5. Ламбрехт (Пфальц) 1. Вайденталь (1745) 2. Ельмштайн (2375) 3. Есталь (1298) 4. місто Ламбрехт (Пфальц) * (4040) 5. Лінденберг (1069) 6. Найденфельс (765) 7. Франкенек (814) - 6. Вахенгайм-ан-дер-Вайнштрассе 1. місто Вахенгайм-ан-дер-Вайнштрассе * (4585) 2. Геннгайм (1583) 3. Еллерштадт (2411) 4. Фрідельсгайм (1451) |